# Stéphane Grappelli
Stéphane Grappelli (ur. 26 stycznia 1908 w Paryżu, zm. 1 grudnia 1997) – francuski kompozytor, aktor i skrzypek jazzowy.

## Życiorys
W latach 1924–1928 studiował muzykę w konserwatorium paryskim.
W 1933 spotkał gitarzystę jazzowego Django Reinhardta, z którym wspólnie utworzył zespół Quintette du Hot Club de France (składający się ze skrzypiec, trzech gitar akustycznych i kontrabasu). W latach 1933–1939 zespół ten dokonał licznych znakomitych nagrań i występów. Działalność ich przerwał wybuch II wojny światowej.
W 1946 Grappelli i Reinhardt zetknęli się powtórnie, chociaż nie reaktywowano już na stałe wspólnego zespołu.
W latach 50. i 60. Grappelli występował w klubach jazzowych w całej Europie; w Stanach Zjednoczonych stał się znany dopiero w latach 70.
Uprawiał różne gatunki muzyki i nagrywał z wieloma muzykami, m.in. z Dukiem Ellingtonem, Earlem Hinesem, Larrym Coryellem, Oscarem Petersonem, Jeanem-Lukiem Pontym i McCoyem Tynerem, Paulem Simonem, grupą Pink Floyd ("Wish You Were Here").
Był aktywny jako muzyk przez prawie siedemdziesiąt lat. W tym czasie dwukrotnie odwiedził Polskę – w 1991 i 1994.
Został pochowany na cmentarzu Père-Lachaise.

## Wybrana dyskografia
- Swing from Paris (1935-1939)
- Club of France (1935-1946)
- Stéphane Grappelli (1947-1961)
- Djangology (1949)
- Django (1962)
- Two of a Kind (1965)
- I Remember Django (1969)
- Venupelli Blues (1969)
- Limehouse Blues (1969)
- Stéphane Grappelli Meets Barney Kessel (1969)
- Le Toit De Paris (1969)
- I Hear Music (1970)
- Satin Doll (1972)
- Stéphane Grappelli & Friends In Paris (1972)
- Jealousy (1973)
- Jurt One of Those Things (1973)
- Parisian Thoroughfare (1973)
- Stéphane Grappelli - Sweet Georgia Brown (1973)
- Just One of Those Things (1973)
- I Got Rhythm (1973)
- Live at the Queen Elizabeth Hall (1973)
- Stéphane Grappelli & Jean-Luc Ponty (1973)
- Live in London (1973)
- Giants (1974)
- Steff and Slam (1975)
- The Reunion (1976)
- Live at Carnegie Hall (1978)
- Young Django (1979)
- Duet (1979)
- London Meeting (1979)
- Tivoli Gardens (1980)
- Strickly for the Birds (1980)
- We’ve Got the World on a String (1980)
- Happy Reunion (1980)
- A Tribute to Gershwin (1980)
- Stéphane Grappelli & David Grisman: Live (1981)
- Vintage 1981 (1981)
- At the Winery (1981)
- Stephanova (1983)
- Bringing It Together (1984)
- Together at Last (1985)
- Satin Doll (1987)
- Stéphane Grappelli Plays Jerome Kern (1987)
- Stéphane Grappelli (1987)
- Anything Goes (1989)
- Stéphane Grappeili In Tokyo (1990)
- Piano My Other Love (1990)
- One on One (1990)
- Grappelli Story (1992)
- Live 1992 (1992)
- To Django (1992)
- Live at Warsaw Jazz Festival 1991 (1993)
- Venupelli Blues (1993)
- Looking at You (1993)
- Reunion (1993)
- Caravan (1994)
- Flamingo (1995)
- Live at the Blue Note (1995)
- Bringing It Together (1995)
- Au Theatre des Champs-Elysees ‘94 (1997)
- Happy Birthday (1997)

## Filmografia

### Jako kompozytor
- 1998: Rozterki Alberta (Dieu seul me voit)
- 1989: Milou w maju (Milou en mai)
- 1988: Méliès 88: Rêve d'artiste
- 1974: Jaja (Les Valseuses)

### Jako aktor
- 1978: Król Cyganów (King of the Gypsies)
- 1959: Django Reinhardt jako on sam
- 1944: Time Flies jako Trubadur